# Tiny Sandford
Stanley J. (Tiny) Sandford (Osage (Iowa), 26 februari 1894 – Los Angeles, 29 oktober 1961) was een Amerikaans acteur. Hij speelde mee in verschillende films van Laurel & Hardy en van Charlie Chaplin.

## Filmografie (selectie)
Laurel en Hardy-films
- The Hoose-Gow
- Blotto
- Big Business
- Our Relations
- The Chimp
- Way Out West
- Double Whoopee (1929)

Charlie Chaplin-films
- The Circus (1928)
- City Lights (1931)
- Modern Times (1936)